# ザ・スパイダースのバリ島珍道中
『ザ・スパイダースのバリ島珍道中』（ザ・スパイダースのバリとうちんどうちゅう）は、ザ・スパイダース結成7周年記念作品として1968年8月28日に日活系で封切られた、主演映画第4作である。カラー、シネマスコープ、88分。

## 解説
次作に『にっぽん親不孝時代』（東宝作品）がある。『HELP!』を意識したストーリーで『ザ・スパイダースの大進撃』と似通っている。
田辺はストーリー冒頭にて足を負傷したため、登場は中盤以降になる。堺と井上の女装も見られる。
バリ島が主な舞台だが、一部はスタジオセットで撮影されている。
2007年10月26日にDVD化された。

## ストーリー
ザ・スパイダースは世界演奏旅行へ旅立つことになるが、直前で田辺が堺の食べかけたバナナの皮で滑らせ転倒、脚を負傷してしまう。
入院で一時離脱を余儀なくされた田辺は堺にドラムスを託す。残る6人で向かった香港で待ち受けたのはマリアと名乗る怪しい女性だったが、彼女は2人の子分の監視と指揮で同行していた。3人は彼らを利用してプルトニウムをアンプに埋め込ませての密輸を目論んでいた。
生命を狙われていることに身の危険を察した彼らは、ショーで同席した旅の一座と身代わりとなり逃走を決意する。途中、堺からのヘルプで駆け付けた田辺も合流するが、ジャカルタで中国人ボスに召集されていると知らなかった彼らは…。

## スタッフ
- 企画：笹井英男
- 脚本：伊奈洸、村田啓三、智頭好夫
- 監督：西河克己
- 撮影：高村倉太郎
- 美術：坂口武玄
- 音楽：かまやつひろし、林一
- 録音：片桐登司美
- 照明：河野愛三
- 編集：鈴木晄
- スチル：萩野昇

## キャスト
- ザ・スパイダース（いずれも本人役）
  - 田辺昭知
  - 堺正章
  - 井上順
  - かまやつひろし
  - 加藤充
  - 大野克夫
  - 井上孝之
- 菱川 京子：小川ひろみ
- リンダ：杉本エマ
- アマゾンの譲治：内田良平
- 上海の張：高品格
- 田代 悦子：伊藤るり子
- 看護婦：高樹蓉子
- ナレーター：大平透
- チェリーシスターズ・男Ａ : 平凡太郎
- 陳 : 青空はるお
- 陳の部下 : 青空あきお, 衣笠真寿男, 阪井幸一朗, 鴨田喜由
- チェリーシスターズのメンバー : 井田武, 桂小かん
- チェリーシスターズ・順子 : 瞳美沙
- 殺し屋 : マイク・ダニーン, 郷鍈治
- 踊り子 : 渡辺智子
- 舞台スタッフ : 北上忠行
- 亡くなった舞台裏の従業員 : 溝口拳
- 国際密輸団の部下 : 有村道宏, 小島克巳, 式田賢一
- 振付 : 漆沢政子
- ラカ : ワヤン・スパルタ（現地出演）
- ミラザール : スリウティヤニ（現地出演）
- 香港行きのパン・アメリカン航空機に乗るアマゾンの譲次の前にいる女性 : 中庸子
- シドニーにいる国際密輸団のボス : ハロルド・S・コンウェイ
- 香港のホテルの舞台の裏方 : 水木京二（後に水木京一）

## 挿入歌
真珠の涙
- 作詞：橋本淳 作曲：かまやつひろし 唄：ザ・スパイダース

赤いドレスの女の子
- 作詞：橋本淳 作曲：かまやつひろし 唄：ザ・スパイダース

ヘイ・ボーイ
- 作詞：ささきひろと 作曲：かまやつひろし 唄：ザ・スパイダース

サマー・ガール
- 作詞：ささきひろと 作曲：かまやつひろし 唄：ザ・スパイダース

メラ・メラ
- 作詞：片桐和子 作曲：かまやつひろし 唄：ザ・スパイダース

波止場の花